# Formação Morrison
A Formação Morrison é uma formação geológica do Jurássico Superior que cobre uma grande parte do oeste dos Estados Unidos, de Montana ao Arizona e de Utah e Colorado. Formações equivalentes também existem no Canadá.

## Descrição
De acordo com a datação radiométrica, a Formação Morrison data de 156,3 ± 2 milhões de anos em sua base, a 146,8 ± 1 milhão de anos no topo, o que a coloca nos estágios Kimmeridgiano mais antigo e no Titoniano do final do Jurássico. É semelhante em idade à Formação Calcária Solnhofen na Alemanha e à Formação Tendaguru na Tanzânia. Também a idade e grande parte da fauna é semelhante à Formação Lourinhã em Portugal.
A Bacia de Morrison, que se estendia do Novo México no sul até Alberta e Saskatchewan no norte, foi formada durante a orogenia do Nevada, um evento precursor de episódios orogênicos posteriores que criaram as Montanhas Rochosas que começaram a subir para o oeste. Os depósitos de suas bacias hidrográficas voltadas para o leste, transportados por riachos e rio das Elko Highlands (ao longo das fronteiras dos atuais estados de Nevada e Utah) e depositados em pântanos, planícies, lagos, canais de rios e planícies de inundação, tornaram-se a Formação Morrison.